# Ri-ra-rutsch
Ri-ra-rutsch ist ein weitverbreiteter Kinderreim, der seit dem 19. Jahrhundert überliefert ist.
Der Vers „Ri ra rutsch, wir fahren in der Kutsch’“ ist spätestens seit 1831 in gedruckter Form nachgewiesen. Das Zitat erschien damals ohne weiteren Kontext, sein Ursprung wurde als berlinisch angegeben.
Der Vers findet sich seit der ersten Hälfte des 19. Jahrhunderts in verschiedenen Kinderreimen mit unterschiedlichen inhaltlichen Zusammenhängen. In Kinderreigen bzw. bewegten Singspielen stellen sich die Kinder paarweise nebeneinander auf, fassen sich über Kreuz an den Händen und gehen miteinander im Kreis. Der Vers „Ri ra rutsch, wir fahren in der Kutsch’“ markiert die Stelle, wobei sie im letzten Vers kehrt machen. In anderen Singspielvarianten erfolgt beim Wort „Kutsch“ ein Richtungswechsel, und bei „Rutsch“ eine erneute Drehung.

## Textvarianten
Komm wir wollen wandern,

von einer stadt zur andern,

ri, ra, rutsch!

wir fahren in der kutsch.

               (Berlin ?, 1848)
Wir wollen wollen wandern,

Von einer Stadt zur andern;

Liegt ein Kreuzer auf dem Tisch,

Zahl ihn, wer ihn schuldig ist.

Ri, ra, rutsch,

Wir fahren in der Kutsch.

               (aus Schwaben, 1851)
Wir wollen mal spazieren gehn,

wir wollen gern den König sehn.

Ri ra rutsch!

Der König fährt in der Kutsch’.
Ri, ra, rutschika,

Wir ziehen nach Amerika,

Ri, ra, rutsch,

Wir fahren in der Kutsch!

               (Reichenbach, 1867)
Ri, ra, rutsch,

Die Mädel tanzen Schuttsch,

Die Jungen tanzen Walzer,

Das sind die besten Tanzer.

               (Chemnitz, vor 1877)

Ri, ra, rutsch,

Wir fahren in der Kutsch,

Bis an den grünen Rand,

Da sitzt ein Musikant.

               (Stollberg, vor 1877)
1897 wurde der Reim als Kinderlied in dem Werk Deutsches Kinderlied und Kinderspiel von Franz Magnus Böhme erstmals gedruckt.
Ri ra rutsch,

Wir fahren mit der Kutsch’.

Wir fahren mit der Eisenbahn,

Hängen lauter Mädchen dran.

Ri ra rutsch,

Wir fahren mit der Kutsch’.

            (Vom Rhein)
Böhme veröffentlichte diesen Text im Rahmen einer Gruppe von Versen, von denen einer mit einer Melodie im 2/4-Takt Text unterlegt ist:
Komm wir wollen wandern von einer Stadt zur andern,

ri-ra-rutsch, wir fahren in der Kutsch.

Komm wir wollen wandern von einer Stadt zur andern,

ri-ra-rutsch, wir fahren in der goldnen Kutsch.

In der goldnen Kutsch fahren wir, auf einem Esel reiten wir,

ri-ra-rutsch, wir fahren in der goldnen Kutsch.
Es gab über die Jahre mehrere weitere – teils scherzhafte – Abwandlungen des Kinderreimes. Auch ist einerseits von einem Pfennig die Rede, in anderen Beispielen spricht man von Heller. Der heute verbreitete Kinderreim:
Ri-ra-rutsch

Wir fahren mit der Kutsch

Wir fahren mit der Schneckenpost

wo es keinen Pfennig kost’

Ri-ra-rutsch

Wir fahren mit der Kutsch
Diese Textfassung nimmt Teile eines weiteren Lieds über die im Text vorkommende Schneckenpost auf, das 1871 unter dem  Titel I fahr mit der Post im ungarischen Ödenburg aufgezeichnet wurde. Der Textherkunft wurde als volkstümlich bezeichnet, als Melodie diente das österreichische Posthorn-Signal.
I fahr, i fahr, i fahr auf der Post!

Fahr auf der Schneckenpost,

die mir kan Kreutzer kost.

I fahr, i fahr, i fahr auf der Post.
Später wurde das Lied mit Ich fahr mit der Schneckenpost bzw. Ich fahr, ich fahr (Schneckenpost) ins Hochdeutsche über gebracht.
Ri-ra-rutsch!

Wir fahren in der Kutsch,

Wir fahren über Stock und Stein,

Da bricht das Schimmelchen ein Bein.

Ri-ra-rutsch!

Wir fahren in der Kutsch!

Ri-ra-ritten!

Wir fahren mit dem Schlitten,

Wir fahren übern tiefen See,

Da bricht der Schlitten ein, oh weh!

Ri-ra-ritten!

Da liegt im See der Schlitten!

Ri-ra-romnibus!

Wir fahren mit dem Omnibus;

Der Kutscher schläft, da macht es: bum!

Da fällt der alte Kasten um.

Ri-ra-romnibus!

Da liegt der Omnibus!

Ri-ra-ruß!

Jetzt gehn wir fein zu Fuß!

Da bricht uns auch kein Schimmelbein,

Da bricht uns auch kein Schlitten ein!

Ri-ra-ruß!

Fällt um kein Omnibus!
Rirarutsch,

wir fahren in der Kutsch’,

wir schießen mit Kanonen,

Erbsen, Linsen, Bohnen.

Rirarutsch,

wir fahren in der Kutsch’.

## Bearbeitungen und Rezeption
Die Schriftstellerin Ilse Weber (1903–1944) griff in ihrem Theresienstädter Kinderreim, der zwischen 1942 und 1944 im Ghetto Theresienstadt entstand, das Modell des Kinderreims auf, um die Aussichtslosigkeit der Situation im Ghetto in Worte zu fassen.
Theresienstädter Kinderreim

Rira, rirarutsch,

wir fahren in der Leichenkutsch,

rira, rirarutsch,

wir fahren in der Kutsch.

Wir stehen hier und stehen dort

und fahren flink die Leichen fort,

rirarutsch,

wir fahren in der Kutsch.

Rira, rirarutsch,

was einst wir hatten, ist jetzt futsch,

rira, rirarutsch,

ist längst schon alles futsch.

Die Freude aus, die Heimat weg,

den letzten Koffer fährt, o Schreck,

rirarutsch,

jetzt fort die Leichenkutsch.

Rira, rirarutsch,

man spannt uns vor die Leichenkutsch.

Rira, rirarutsch,

man spannt uns vor die Kutsch.

Hätt sie geladen unser Leid,

wir kämen nicht drei Schritte weit,

rirarutsch,

zu schwer wär dann die Kutsch.